# Galdovo
Galdovo je gradska četvrt Siska na cesti prema Popovači.
O počecima Galdova, kao i o njegovu razvoju sve do 1950. ne zna se mnogo.
U blizini ove četvrti izgrađen je sisački Stari grad, utvrda oko koje se 1593. odigrala Bitka kod Siska, pa je Galdovo vjerojatno bilo bojno polje.
Galdovo je najvjerojatnije nastalo nakon povećanog razvoja industrijske proizvodnje u Sisku tj., otvaranjem Rafinerije nafte Sisak i termoelektrane. Budući da Sisak do tada nije imao većih stambenih kapaciteta, radnici su se počeli naseljavati u okolnim područjima, Budaševu, Topolovcu i dr., ali i na jednom polju, budućem Galdovu. Tada to još nije bio poželjna lokacija, i to najviše radi močvare i opasnosti od poplave, jer se nalazi uz obalu Save, ali je zemljište bilo jeftino, a nekada i besplatno. Tijekom godina, kako se Sisak povećavao, ljudi su dolazili u Galdovo koje je postalo atraktivno zbog izgradnje nasipa uz Savu i isušivanja močvare. Dolaze ljudi iz raznih krajeva, često iz Moslavine, ali i iz daljega, pa čak i iz Mađarske. Početkom 1950-ih Galdovo doživljava porast zbog novoizgrađene ceste Zagreb-Beograd, koja je prolazila kroz njega.
1963. godine grade se osnovna škola i ambulanta, te društveni dom s diskotekom. Do 1968. godine galdovački su vjernici pripadali sisačkoj župi sv. Križa, ali tada dolaze franjevci konventualci i grade župnu crkvu sv. Josipa Radnika, uz poteškoće s tadašnjom komunističkom vlašću. Oko 1984. gradi se benzinska postaja. 
Danas Galdovo ima oko 6.500 stanovnika, i pripada kao kvart pod grad Sisak, ali ljudi ipak još uvijek smatraju Galdovo cjelinom za sebe.